# Ana Quiroga
Ana Quiroga (Rodeo, San Juan, 1967) es una escritora argentina, autora de los libros de cuentos Dormir juntos una noche y El poeta que sangra. 

## Biografía
Desde 1993 coordina talleres de escritura. Dictó clases en el ISP (Instituto Superior de Publicidad de la APP) y en la UP (Universidad de Palermo). 
Colaboró con La Prensa, Intramuros (Madrid, España), Planeta Urbano, Proa, La Mujer de mi vida, Letras Femeninas (Universidad de Madison, Wisconsin, USA), Puro Cuento, Apofántica, Universitaria, Afrodita, El Monitor (Ministerio de Educación). 
Desde 2001 a 2006 estuvo a cargo del Departamento de Literatura de Malba - Fundación Costantini. Fue redactora jefa de la revista on line dedicada a filosofía y letras El Hilo de Ariadna.
Su tercer libro de cuentos, Breve postergación (La Habana, Instituto Cubano del Libro, 2006) fue distinguido con la Mención Premio Literario Casa de las Américas y presentado en la Feria del Libro de La Habana, 2007. 

## Obras

### Cuentos
- Dormir juntos una noche (Buenos Aires, Ciudad de lectores, 2002).
- El poeta que sangra (Buenos Aires, Ciudad de lectores, 2004).
- Breve postergación (La Habana, Instituto Cubano del Libro, 2006).
- El muchacho muerto (Buenos Aires, Ediciones Fuera del Río, 2014).

## Antologías
Una terraza propia (compilada por Florencia Abbate, Editorial Norma, Buenos Aires, 2006).
IDEYA, Journal of the Humanities (College of Liberal Arts, De la Salle University, Manila, Filipinas, 2004).
Cuentos al oído de Buenos Aires (Secretaría de Cultura del Gobierno de la Ciudad de Buenos Aires, Museo José Hernández, 2004).
Cuentos (Fundación Victoria Ocampo, Buenos Aires, 2003).
Cuentan (Editorial Metáfora, Buenos Aires, 1993).